# Eduardo de Ontañón
Eduardo de Ontañón Levantini (Burgos, 23 de febrero de 1904-Madrid, 20 de septiembre de 1949) fue un escritor, periodista y editor español, activo militante de las vanguardias artísticas de los años 1920 y 1930, firmemente comprometido con la causa de la República. Al finalizar la Guerra Civil se exilió a México. Permaneció en este país hasta 1948, cuando regresó a España.

## Biografía
Eduardo fue el hijo tardío de Jacinto Ontañón Arias, periodista liberal, quien influyó poderosamente en su hijo. Gracias a ser el vástago del editor y director del semanario satírico El Papa-Moscas, con 13 años pudo hacer su bautismo de letras publicando diversas letrillas. Heredó de su padre corresponsalías y colaboraciones en las que fue desarrollando su singular estilo zumbón y cercano a lo popular. Su compromiso social se fue fraguando junto al carácter de agitador cultural que caracterizó su periodo burgalés: fue vicepresidente del Ateneo Popular, editó la impactante revista de vanguardia Parábola (1923-1928), encabezó la tertulia El Ciprés y prodigó su firma por un sinfín de publicaciones nuevas, literarias y periodísticas de todo el país.
En 1925 se casó con Soledad Peña Sainz-Rozas, con quien tendría cuatro hijos.
Colaboró en diversos medios nacionales, destacando sobremanera su participación, a partir de 1928, en la revista gráfica Estampa, donde publicó, antes de la Guerra, casi un centenar de artículos de profundo sentido etnográfico sobre la provincia de Burgos. Asimismo escribió para otras publicaciones de la época, como El Sol, Crisol, Luz, Ahora y Diario de Madrid.
Tres etapas principales caracterizaron su vida: el período burgalés (hasta 1935); Madrid y la Guerra civil (1935-1939); el exilio (1939-1949).

### Período burgalés
La explosiva mezcla de pequeño-burgués liberal y creador-enfant terrible, hacían de Eduardo de Ontañón un individuo anfibio de condición y ambientes sociales. Dueño de una librería, editor ocasional, cabeza del heterogéneo grupo artístico reunido en la tertulia El Ciprés, su actividad social era notable, abandonando cierto esnobismo adolescente para cuajar en compromiso social. El Ateneo Popular de Burgos acogió no pocos ciclos de conferencias, excursiones culturales (de profundo sentido institucionalista), así como una nutrida biblioteca que debían a su vicepresidente Ontañón una apuesta sin ambages por los de abajo. Cabeza visible de la vanguardia castellana (así lo declaró La Gaceta Literaria), desde 1923 publicó la revista Parábola. Cuadernos mensuales de valoración castellana, con dos épocas: 1923, ultraísta; y 1927-1928, dentro del neopopularismo del 27. En aquellos números podemos encontrar las firmas de: Francisco Ayala, Gerardo Diego, César Arconada, Juan Chabás, Concha Méndez, Benjamín Jarnés, Pedro Salinas y Federico García Lorca, entre otros.La publicación de El cura Merino, su vida en folletín, en Espasa-Calpe, en 1933, lo situó en el movimiento de la Nueva Biografía, capitaneado por Ortega y Gasset.

### Madrid y la guerra civil española
En 1935, Ontañón se trasladó a Madrid con su familia. Su afán periodístico y literario buscaban la proyección necesaria que otorgaban los medios de la capital. El puesto de redactor-jefe del semanario de sucesos La Linterna, perteneciente al grupo Estampa, fue el que le permitió asegurar un salario. Poco después se integraría en la redacción de la revista Estampa. El fracasado golpe de Estado de julio de 1936 trajo la colectivización de medios de comunicación que puso a Eduardo de Ontañón al frente de Estampa, convertida ya en una revista de guerra. Durante este período colaboró en cabeceras de la órbita del PCE, fue vicepresidente de la Agrupación Profesional de Periodistas de Madrid (vinculada a la UGT) y dirigió en Valencia el periódico Verdad. Desavenencias ideológicas con el PCE adelantaron su marcha a Barcelona, acompañado de su nueva esposa, la periodista Mada Carreño. Un breve período en la Ciudad Condal, colaborando con medios como Hora de España, dio paso a su huida a Francia, siendo ingresado en el campo de concentración de Saint Cyprien.

### Exilio
Del campo de concentración, Ontañón pudo salir a Inglaterra, gracias a la acción de los cuáqueros. Acogido, junto a Pedro Garfias, por Lord Faringdon, pudo volver a Francia, reencontrarse con Mada Carreño, y embarcar en el buque Sinaia que zarpó de Sète el 25 de mayo de 1939 y arribó a Veracruz el 13 de junio.
En México reanudó sus esfuerzos escriturarios y editoriales colaborando con distintas cabeceras (El Nacional, Ábside),  y fundando, en 1941, la editorial Xóchitl junto a Mada Carreño y Joaquín Ramírez. Volvió a los artículos periodísticos, los de base costumbrista, algunos poemas, textos de turismo cultural y varias biografías.
En 1948, con la enfermedad aún no delatada y una crisis matrimonial, regresó a España, con la intención de publicar, infructuosamente, una biografía sobre Mariano José de Larra. Fue un retorno triste y conflictivo, enfrentado a los miedos, rechazos y silencios que dominaron la posguerra. Acabó sus días entre una pensión y un sanatorio de Madrid, en 1949.

## Obras

### Poesía
- Breviario sentimental (1920)
- Sinfonía en azul (1921)
- Llar. Poemas de tierra montañesa (1923)
- Cuaderno de poemas (1927)
- Siete poemas mexicanos (1940)

### Prosa
- Burgos. Enciclopedia gráfica (1930)
- Tres hermanas, tres (1931), cuento publicado en la revista Blanco y Negro;
- El cura Merino. Su vida en folletín (1933)
- Frascuelo o el toreador (1937)
- Cuartel general. La vida del general Miaja en 30 capítulos (1938/2014)[7]
- Desasosiegos de fray Servando (1942)
- Viaje y aventura de los escritores de España (1942)